# Dupion

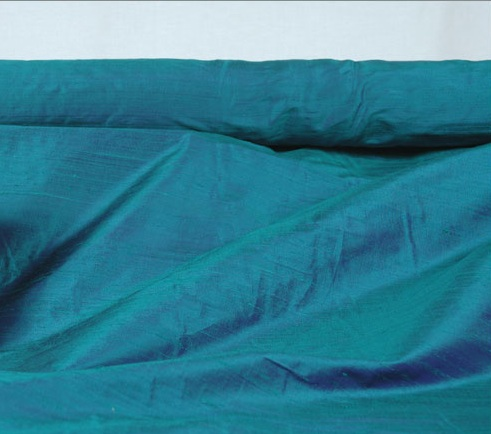
Tkanina z dupionového hedvábí

Dupion je hedvábnická tkanina s nepravidelným zrnitým povrchem.

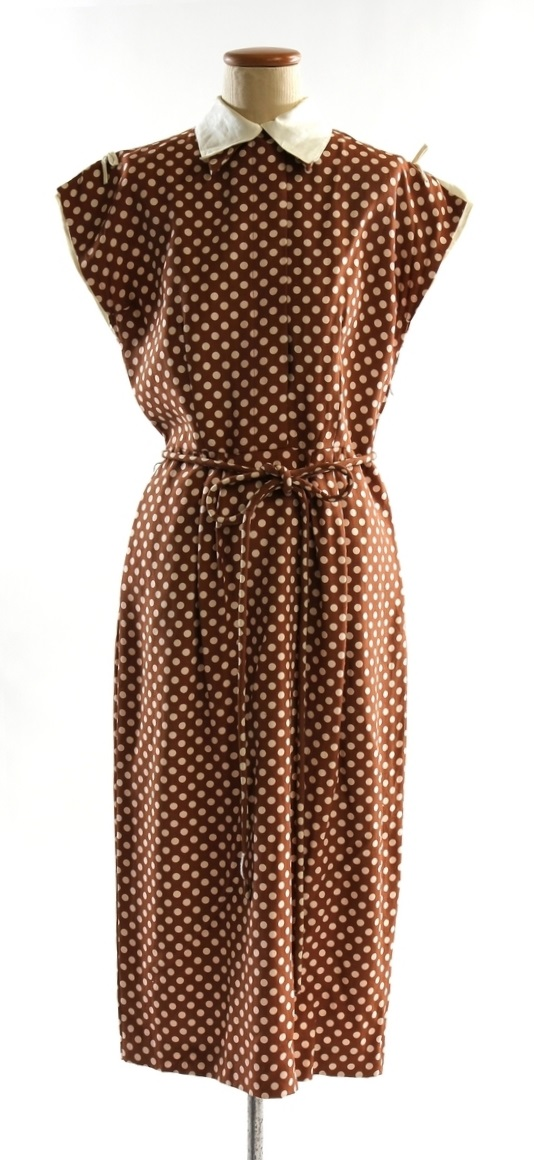
Šaty z dupionu (švédská móda v polovině 20. století)

Klasický dupion se vyrábí z filamentu, který vzniká spojením a vzájemným propletením vláken smotaných současně ze dvou nebo více kokonů bource morušového. Výsledná nit je charakteristická svým drsným povrchem s nepravidelně rozloženými tlustými místy.
Dupionová příze se zpracovává zpravidla na ručních stavech v husté plátnové vazbě, osnova je obvykle tenčí než útek. Tkanina se dá snadno barvit, používá se však také nebarvená nebo bělená (vedle indického sárí) na halenky, košile, dámské šaty, kostýmy a bytové dekorace.
V textilním obchodě se nabízí také imitace dupionu, např. z polyesterové příze. Tyto jsou několikanásobně levnější než tkaniny z dupionového hedvábí.
Indické Váránasí, také známé jako Benáres nebo Káší, je jedním z největších výrobců dupionu. Tkalci z okolních vesnic se tomuto řemeslu věnují po generace. Město zásobuje velkou část indického svatebního průmyslu.[zdroj?]